# Schlacht von Chupas
Eroberung: 
Cajamarca • 
Jauja • 
Vilcaconga • 
Cusco (Eroberung) • 
Maraycalla • 
Cusco (Belagerung) • 
Ollantaytambo

Bürgerkriege: 
Abancay • Las Salinas • Chupas • Iñaquito • Huarina • Jaquijahuana

Die Schlacht von Chupas fand am 16. September 1542 in der Nähe der kurz zuvor gegründeten Stadt San Juan de la Frontera de Huamanga, dem heutigen Ayacucho in Peru statt. Der spanische Gouverneur besiegte den (aus Sicht der spanischen Krone) rebellierenden Conquistador Diego de Almagro „el Mozo“. Es war die blutigste Schlacht der innerspanischen Bürgerkriege nach der Eroberung des Inkareichs.

## Hintergrund
Während der spanischen Eroberung des Inkareichs hatte es Rivalitäten zwischen den beiden Anführern Francisco Pizarro und Diego de Almagro gegeben. Almagros Männer, die erst später gekommen waren, hatten keinen oder nur einen geringen Anteil an Gold und Encomiendas bekommen, und auch Almagros Zug nach Chile hatte ihnen nicht den erhofften Reichtum gebracht. Schließlich kam es 1538 zu einer bewaffneten Auseinandersetzung in der Schlacht von Las Salinas, bei der Almagro besiegt und Monate später hingerichtet wurde. In der Folge herrschten die Pizarro-Brüder unangefochten.
Um die Autorität des Königs durchzusetzen und Machtmissbrauch zu verhindern, entsandte die spanische Krone Cristóbal Vaca de Castro als obersten Richter. Während dieser noch unterwegs war, wurde Francisco Pizarro 1541 von Anhängern Almagros unter der Führung von Juan de Rada ermordet. Juan de Rada rief Almagros jungen gleichnamigen Sohn Diego de Almagro „el Mozo“ zum Gouverneur aus. Um ihn scharten sich Anhänger seines Vaters und viele spanische Neuankömmlinge, die sich Reichtümer erhofften. Pizarros Anhänger wurden verfolgt.
Als bald darauf Vaca de Castro im Norden Perus eintraf, schlossen sich ihm Alonso de Alvarado und viele weitere von Pizarros Anhängern an. Der junge Almagro weigerte sich aber unter Juan de Radas Einfluss, Vaca de Castros Autorität anzuerkennen. Daraufhin sammelte Vaca de Castro sein Heer, um Almagro entgegenzutreten. Auch Franciscos jüngster Bruder Gonzalo Pizarro, der von seiner desaströsen Zimtlandexpedition ins Amazonasgebiet zurückgekehrt war, bot seine Hilfe an. Vaca de Castro lehnte aber ab, da er Eigenmächtigkeiten befürchtete. 
Im September 1542 trafen die beiden Truppen schließlich aufeinander. Juan de Rada war mittlerweile an einer Krankheit gestorben.

## Die Schlacht
Almagros Artillerie stand unter dem Kommando von Pedro de Candía, dem Kreter, einem der berühmten „Dreizehn von der Hahneninsel“, die von Anfang an bei Pizarros Eroberungszug dabei gewesen waren. Als er die ersten Kanonenschüsse abfeuern ließ, waren diese so wirkungslos, dass Almagro Verrat vermutete und Pedro de Candía niederstach. Nach blutigem Kampf trugen die Truppen des Königs den Sieg davon. Viele von Almagros Offizieren wurden anschließend in Huamanga hingerichtet – zur Freude der Indianer, die mit angesehen hatten, wie sich ihre neuen Herren gegenseitig bekämpften.

## Folgen
Diego de Almagro floh nach Cusco und von dort weiter in Richtung von Vitcos, wo Inka Manco Cápac II. residierte und den Widerstand gegen die Spanier organisierte. Manco hatte mit Almagros Vater gute Beziehungen gepflegt und den Sohn vermutlich auch logistisch unterstützt. In der Ebene von Yucay wurde Almagro jedoch gefangen, nach Cusco gebracht und dort hingerichtet. Sieben anderen Almagristen gelang die Flucht nach Vitcos, wo sie von Manco aufgenommen wurden. Zwei Jahre später ermordeten sie Manco, weil sie sich davon eine Amnestie erhofften. Andere flohen in Indiodörfer; die Morochucos in der Region Ayacucho geben an, von ihnen abzustammen.